# Illangulién
Illangulién,  Quiromanite, Queupulien o Antiguenu (... – Angol, 1564), fu un toqui Mapuche eletto per sostituire Lemucaguin o Caupolicán il Giovane nel 1559, dopo la battaglia di Quiapo. Rimase in carica fino alla morte, avvenuta nel 1564 nel corso della battaglia di Angol.

## Biografia
Dopo la campagna di García Hurtado de Mendoza culminata nella battaglia di Quiapo, molti guerrieri Mapuche erano stati uccisi o feriti, e la popolazione era stata decimata a causa della guerra, della mancanza di cibo e di un'epidemia. Eletto poco dopo la battaglia dai capi rimasti, Illangulién decise di lasciare che il suo popolo operasse un'apparente sottomissione agli spagnoli, mentre in realtà lui ed i suoi guerrieri si riunivano segretamente nelle paludi di Lumaco. Qui costruirono una base in cui radunarono le forze addestrando una nuova generazione di guerrieri in vista di una futura rivolta.
Dopo la morte dell'odiato encomendero Pedro de Avendaño nel luglio del 1561, scoppiò una nuova rivolta Mapuche più grande delle precedenti. Illangulién, dopo molti anni di addestramento segreto, iniziò a guidare i propri uomini con razzie in territorio spagnolo per testare i suoi nuovi guerrieri e riconquistare la loro antica terra. Le sue forze si dimostrarono migliori di quelle del governatore spagnolo Francisco de Villagra, sconfiggendolo numerose volte negli anni che seguirono. Dopo la morte di Francisco de Villagra, dovettero confrontarsi con gli uomini di Pedro de Villagra attorno alla città di San Andrés de Los Infantes. Durante la battaglia di Angol, in una serie di mosse e contromosse tra Illangulién e Lorenzo Bernal del Mercado, il toqui riuscì ad assediare la città, avvicinandosi sempre più. Alla fine il comandante della guarnigione riuscì a catturare un distaccamento dei suoi nemici appostati in una scomoda posizione sulle rive del vicino fiume, e spingendoli nel fiume da una ripa scoscesa ne uccise migliaia tra cui lo stesso Illangulien. Era il 1564.